# Johann Jakob Baegert

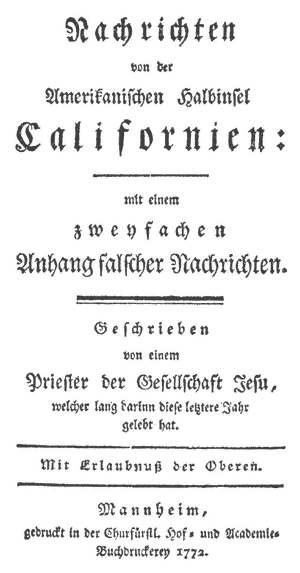

Johann Jakob Baegert (o Jacob Baegert, Jacobo Baegert) (22 de diciembre de 1717-29 de septiembre de 1772) fue un misionero jesuita en San Luis Gonzaga en Baja California Sur, México. Se destaca por su relato detallado y áspero de la península, la cultura de sus habitantes nativos y la historia de su exploración y misión españolas.
Baegert nació en Sélestat, Alsacia, hijo de un trabajador del cuero. De sus tres hermanos y tres hermanas, dos hermanos y dos hermanas también entraron en órdenes religiosas, y el tercer hermano era un sacerdote secular. Baegert comenzó su noviciado jesuita en Maguncia en 1736 y recibió más formación en Mannheim y Molsheim. Después de servir brevemente como profesor en el colegio de Haguenau, fue asignado a la obra misionera en el Nuevo Mundo. Fue a través de Génova y Cádiz a Veracruz, Ciudad de México, y finalmente Baja California en 1749-1751. Los viajes de Baegert por Europa, así como sus experiencias en México y Baja California, se describieron en diez cartas que escribió a su familia (Baegert 1777, 1982).
El nuevo misionero fue asignado a trabajar entre los guaycuras en la Misión San Luis Gonzaga. Inicialmente establecida como una "visita", o estación misionera subordinada, por Clemente Guillén en 1721, la misión fue fundada en 1740 y administrada sucesivamente por Lambert Hostell y Johann Bischoff antes de la llegada de Baegert. Baegert sirvió en San Luis Gonzaga durante los siguientes 17 años, también funcionando como un momento como Superior para las misiones de California.
En 1767, el rey español Carlos III ordenó la expulsión de los jesuitas. Como asignatura no española, Baegert viajó de regreso a Sélestat y finalmente se estableció en Neustadt an der Weinstraße 1770, donde trabajó como sacerdote y maestro hasta su muerte. Publicó su descripción de Baja California en 1771, con una edición revisada que apareció en 1772 (Baegert 1772, 1952). Jacob Baegert fue enterrado en Neustadt y su simple lápida se guarda allí, fuera de St. Iglesia Católica de María.
El libro de Baegert incluye un relato de la lengua guaycura y muchos otros aspectos de la cultura nativa.